# Красная Горка (Михайловский район)
Красная Горка — посёлок Красновского сельского поселения Михайловского района Рязанской области России.

## География

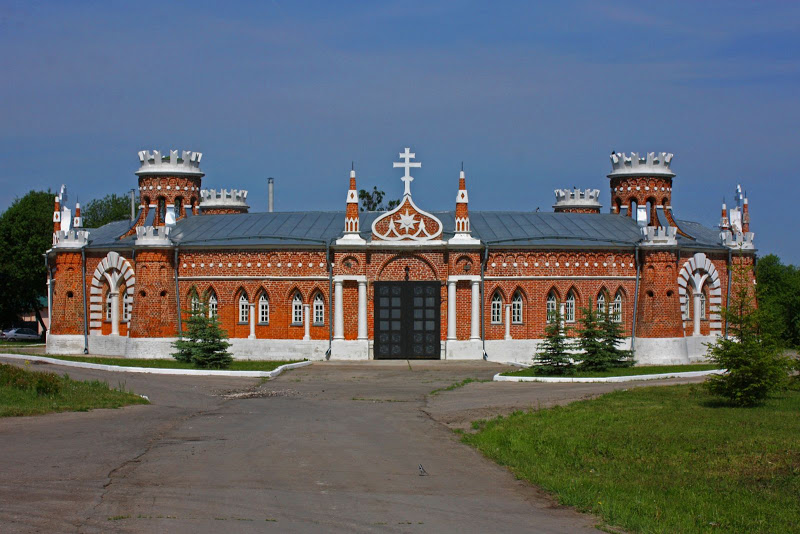
Скотный двор усадьбы Красное — нарядное сооружение в «готическом вкусе» конца XVIII в. Архитектор эффектно использовал контраст между белокаменными деталями и краснокирпичным фоном.

Посёлок расположен в 4 км на юго-восток от центра поселения села Красное и в 16 км на юго-восток от райцентра города Михайлов. 

## История
В 1948 году в главном усадебном доме был открыт туберкулёзный санаторий на 86 коек, работавший до 1976 года.
Посёлок входил в состав Красновского сельсовета Михайловского района Рязанской области, с 2005 года — в составе Красновского сельского поселения.

## Население
| 2010 |
| ---- |
| 10   |

## Достопримечательности
Близ посёлка находится объект культурного наследия усадьба Красное, до революции входившая в состав села Красное, усадебная Церковь Казанской иконы Божией Матери (1810).